# Juupajoki
Juupajoki es una localidad de la región de Pirkanmaa, Finlandia. En 2017 su población era de 1.922 habitantes. La superficie del término municipal era de 274,95 km², de los cuales 16,47 km² son de ríos y lagos. El municipio tiene una densidad de población de 7,44 hab./km².
Limita con los ayuntamientos de Mänttä-Vilppula, Orivesi, Ruovesi y Jämsä, este último en la región de Finlandia Central.
El idioma oficial es el finlandés.